# 10427 Klinkenberg
10427 Klinkenberg este un asteroid din centura principală, descoperit pe 24 septembrie 1960, de Cornelis van Houten și Ingrid van Houten.